# Cmentarz żydowski w Koprzywnicy
Cmentarz żydowski w Koprzywnicy – dawny cmentarz żydowski położony w gminie Koprzywnica.
Miał 1,5 hektarów wielkości, położony był przy ulicy Leśnej.
Założony w połowie XIX wieku. Zniszczony w czasie drugiej wojny światowej przez nazistów, którzy cmentarnych macew użyli jako części budowlanych. W 2018 postawiono tablicę w języku hebrajskim upamiętniającą cmentarz.